# Steve Swallow

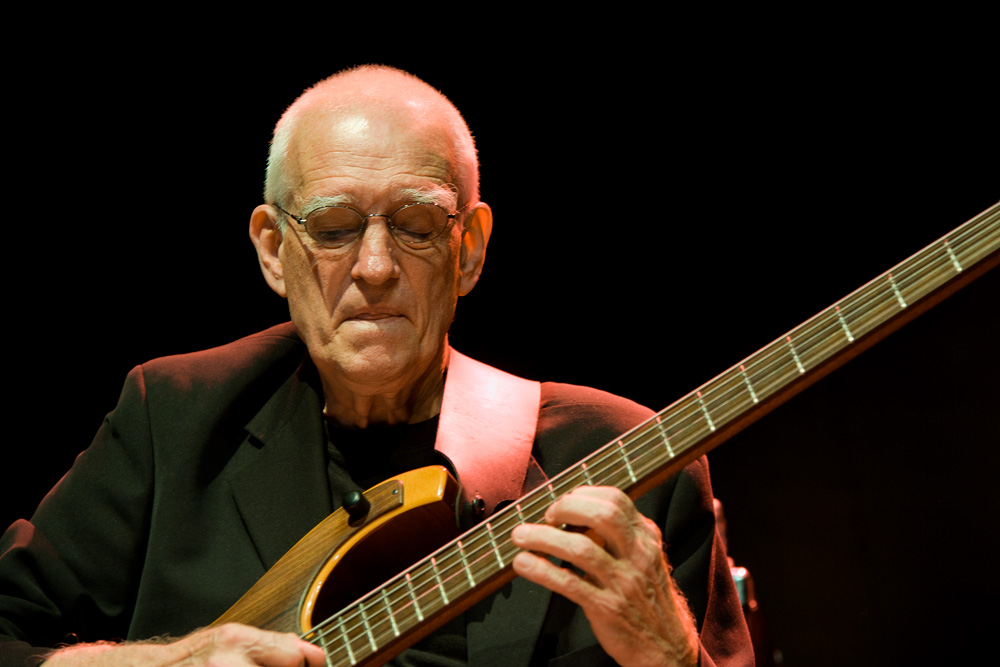
Steve Swallow, Moers Festival 2012

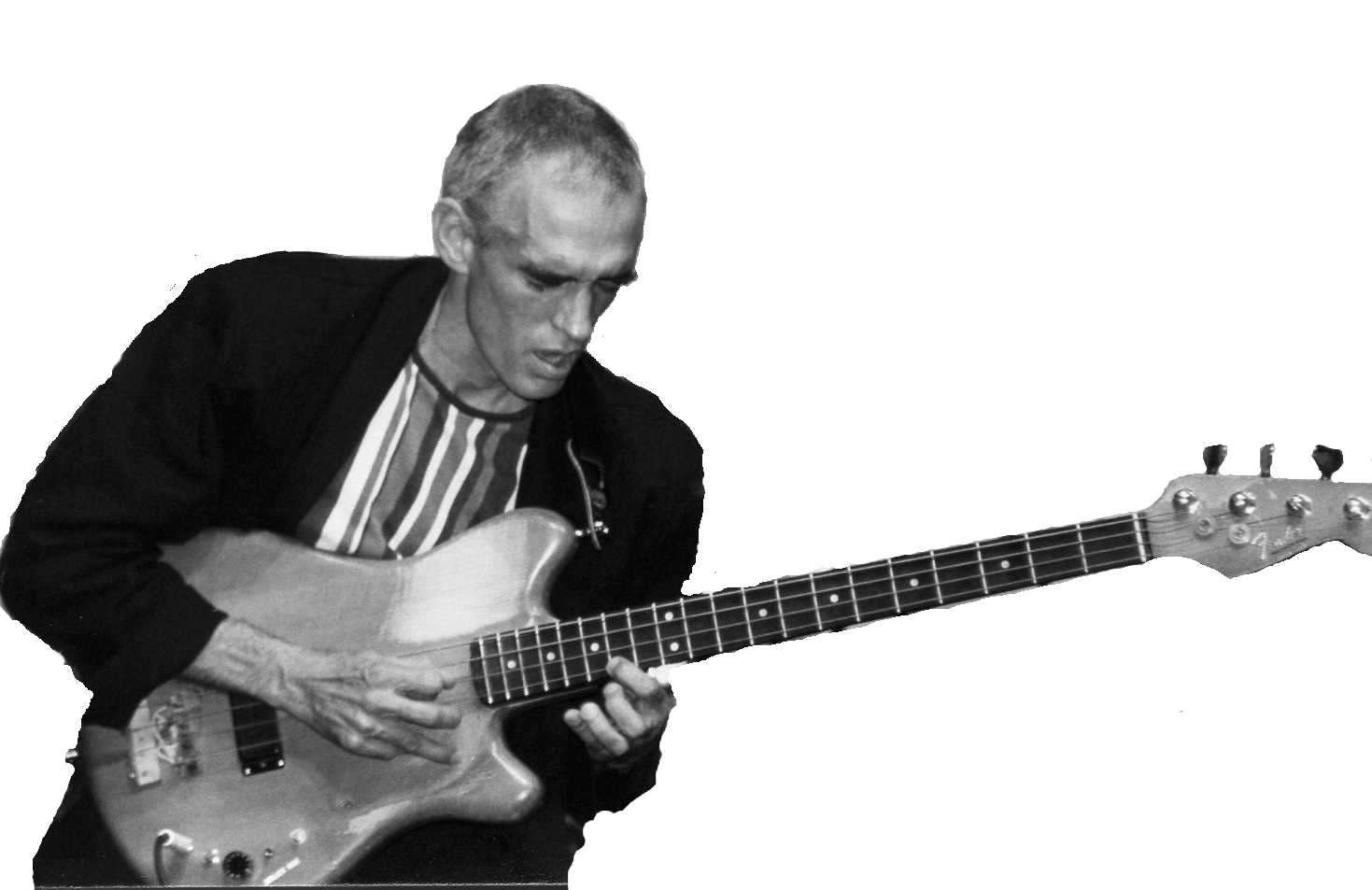
Steve Swallow, Internationales Jazzfestival Münster 1987

Stephen W. „Steve“ Swallow (* 4. Oktober 1940 in New York City) ist ein US-amerikanischer Jazz-Bassist. Als einer der ersten Bassisten nach Monk Montgomery benutzte er Ende der 1960er Jahre die Bassgitarre, für die er mit adäquater Technik und einer instrumentgerechten, unterschiedlichste Einflüsse aufgreifenden Stilistik entscheidende Maßstäbe setzte. Er entwickelte einen  vokalnahen, lyrischen Sound.

## Leben und Wirken
Swallow wuchs in Fair Lawn, New Jersey, auf und hatte als Kind Klavierunterricht bei Howard Kasschau und Trompetenunterricht, bevor er mit achtzehn Jahren zum Kontrabass wechselte. Er besuchte eine Privatschule in New England, wo er erste Erfahrungen in Improvisation mit seinem Mitschüler Ian Underwood sammelte. An der Yale University studierte er Literatur, aber auch Komposition bei Donald Martino. Er spielte daneben Dixieland in Studenten-Bands, mit denen er Pee Wee Russell, Buck Clayton und Vic Dickenson begleitete.
1960 lernte er Paul und Carla Bley kennen, mit denen er nach New York ging. Dort arbeitete er mit Paul Bley und dem Jimmy Giuffre Trio, wo er als gleichberechtigter, integraler Part einer Band auffiel (Free Fall). Außerdem trat er u. a. mit dem Sextett von George Russell (Ezz-thetics), João Gilberto, Sheila Jordan und Benny Goodman, Marian McPartland, Chico Hamilton, Al Cohn, Zoot Sims, Clark Terry und Bob Brookmeyer auf.
1964 wurde er Mitglied des Art Farmer Quartet und begann zu komponieren. Von 1965 bis 1967 gehörte er zum Stan Getz Quartet, 1968 wurde er Mitglied von Gary Burtons Quartett, in dem er angespornt durch Jerry Hahn vom Kontrabass zum E-Bass wechselte: „Er veränderte den Fingersatz völlig in Richtung auf ein mehr gitarrenorientieres System. Er spielt nach den instrumenteigenen Erfordernissen, sodass die Sache nicht wie ein verstärkter Akustik-Bass klingt.“ (Gary Burton) Als Mitglied des Jazz Composer’s Orchestra war er an der Einspielung von Escalator over the Hill beteiligt. Anfang der 1970er Jahre zog er sich für drei Jahre nach San Francisco zurück, wo er komponierte und gelegentlich gemeinsam mit Art Lande und Mike Nock auftrat. Von 1974 bis 1976 unterrichtete er am Berklee College of Music in Boston. Er trat mit Musikern wie Dizzy Gillespie, Michael Brecker, George Benson und Herbie Hancock auf und spielte Aufnahmen mit Stan Getz, João Gilberto, Bob Moses, Steve Lacy und Michael Mantler ein. 
1978 wurde Swallow Mitglied der Carla Bley Band. Von 1980 bis 1984 arbeitete er mit John Scofield, teils im Duett, teils im Trio mit Adam Nussbaum. Daneben produzierte er Alben mit Karen Mantler, Lew Soloff und Niels-Henning Ørsted Pedersen und fungierte anschließend als Koproduzent für Carla Bley (Night-GIo, Carla). Daneben arbeitete er in dieser Zeit u. a. mit Joe Lovano, Motohiko Hino, Ernie Watts, Michael Gibbs, Rabih Abou-Khalil, Paul Bley, Henri Texier, Michel Portal, Allen Ginsberg und Kip Hanrahan. Seit 1991 lebte er mit Carla Bley zusammen.
Von 1989 bis 1995 arbeitete Swallow häufig im Trio mit Jimmy Giuffre und Paul Bley. Beim London Jazz Festival 1994 führte die Sängerin Norma Winstone ein Konzert mit seinen Kompositionen auf. 1997 gründete er das Steve Swallow Quintet, dem Chris Potter, Ryan Kisor (später Barry Ries), Mick Goodrick und Adam Nussbaum angehörten. Im gleichen Jahr trat Swallow mit dem Trio 2000 auf, dem Paul Motian und Chris Potter angehörten, arbeitete u. a. mit Henri Texier,  Lee Konitz und Bob Brookmeyer, Glen Moore, Ettore Fioravanti und Michel Portal und produzierte ein Album mit Christophe Marguet. 
1998 arbeitete er u. a. mit Lee Konitz und Paul Motian, nahm am Kopenhagener Jazzfestival teil, trat mit der Harvard University Jazz Band und dem Pianisten Christian Jacob auf und unternahm Tourneen mit Paul Motian’s Electric Bebop Band, im Trio mit John Scofield und Bill Stewart sowie mit Carla Bley.
1999 unternahm er u. a. Tourneen mit dem eigenen Quintett, auch war er mit Toots Thielemans, Kenny Werner, Norma Winstone, John Taylor und Ralph Towner sowie mit Carla Bley und Andy Sheppard auf Tour. 2000 trat er in Japan und Südamerika mit Carla Bley, in Europa mit Paulo Bellinati und in Europa und Nordamerika mit Bobby Previte und John Scofield auf. Des Weiteren wirkte er (mit Bob Moses) bei Greg Burks Album Nothing, Knowing (2005) mit. 2008 spielte er im Trio mit Bley und dem Saxophonisten Andy Sheppard live im New Yorker Birdland ("Songs with Legs"); im Folgejahr arbeitete er mit jazzwerkruhr; 2010 war er im Trio mit David Liebman und Adam Nussbaum und im Quartett mit Gwilym Simcock in Europa.
Seine Kompositionen wurden von Musikern wie Bill Evans, Mike Gibbs, Chick Corea, Stan Getz, Gary Burton, Art Farmer, Phil Woods, Jack DeJohnette, Steve Kuhn, Lyle Mays, Jim Hall und Pat Metheny aufgeführt.

## Preise und Auszeichnungen
Swallow wurde im Kritikerpoll des Down Beat seit 1983 und im Leserpoll seit 1985 mehrfach als führender E-Bassist ausgezeichnet, ebenso im Poll der Jazz Times. 

## Diskographische Hinweise

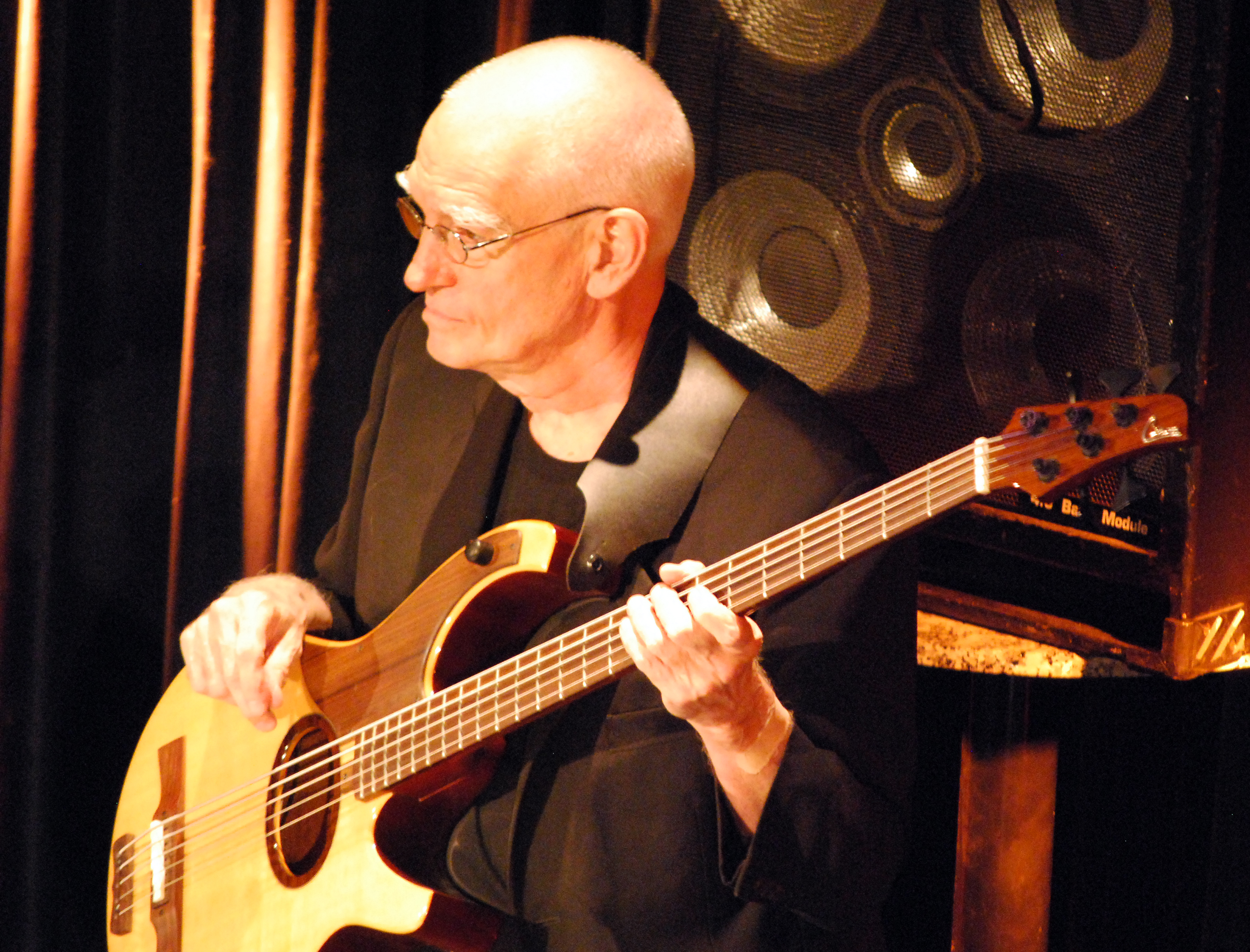
Steve Swallow bei einem Konzert mit Carla Bley, Treibhaus Innsbruck, 2009

- Gary Burton/Steve Swallow: Hotel Hello, 1974
- Home, 1976
- Times Square Gary Burton, Steve Swallow, Roy Haynes, Tiger Okoshi, 1978
- Carla, 1986/87
- Duets, mit Carla Bley, 1988
- The Life of a Trio: Saturday and Sunday mit Jimmy Giuffre und Paul Bley, 1989
- Swallow, 1991
- Go Together, mit Carla Bley, 1993
- Real Book, 1994[2]
- Songs With Legs mit Carla Bley und Andy Sheppard, 1995
- Deconstructed, Steve Swallow Quintett, 1997
- Are We There Yet?, mit Carla Bley, 1998
- Damaged In Transit mit Chris Potter und Adam Nussbaum, 2001
- Steve Swallow/Ohad Talmor: L’histoire du Clochard  (The Bum's Tale), mit Russ Johnson, Meg Olura, Greg Tardy, Jacob Garchik, 2004[3]
- Singular Curves, mit Ohad Talmor und Adam Nussbaum, 2014
- John Scofield: Swallow Tales, mit Bill Stewart, 2020[4]
- Jeff Lederer / Sunwatcher: Eightfold Path (2021)

## Lexikographische Einträge
- Leonard Feather, Ira Gitler: The Biographical Encyclopedia of Jazz. Oxford University Press, New York 1999, ISBN 0-19-532000-X.
- Wolf Kampmann (Hrsg.), unter Mitarbeit von Ekkehard Jost: Reclams Jazzlexikon. Reclam, Stuttgart 2003, ISBN 3-15-010528-5.
- Martin Kunzler: Jazz-Lexikon. Band 2: M–Z (= rororo-Sachbuch. Bd. 16513). 2. Auflage. Rowohlt, Reinbek bei Hamburg 2004, ISBN 3-499-16513-9.